# Договор по исполнениям и фонограммам
Договор ВОИС по исполнениям и фонограммам (ДИФ) (англ. WIPO Performances and Phonograms Treaty) — международное соглашение по охране авторских и смежных прав исполнителей и производителей фонограмм, разработанное Всемирной организацией интеллектуальной собственности (ВОИС) и принятое на Дипломатической конференции организации 20 декабря 1996 года. Широко известен также как «Договор ВОИС в области Интернета» (наряду с Договором ВОИС по авторскому праву), так как дополняет традиционные международные соглашения в области охраны авторского права в соответствии с требованиями интернет-эпохи.
В настоящее время администрируется Всемирной организацией интеллектуальной собственности.
ДИФ призван был стать дополнением к Римской конвенции, однако в отличие от неё не включил в себя положения относящиеся к вещательным организациям.
Для России ДИФ вступил в силу с 5 февраля 2009 года. Российская Федерация в соответствии с пунктом 3 статьи 5 Конвенции заявила, что не будет применять критерий записи, предусмотренный в подпункте «b» пункта 1 статьи 5 Конвенции.
По состоянию на 2022 год участниками являются 111 государств.